# Ossaea pilifera
Ossaea pilifera är en tvåhjärtbladig växtart som beskrevs av Ignatz Urban. Ossaea pilifera ingår i släktet Ossaea och familjen Melastomataceae. Inga underarter finns listade i Catalogue of Life.